# 시우다드레알 공항
시우다드레알 공항(스페인어: Aeropuerto de Ciudad Real)은 돈키호테 공항(스페인어: Aeropuerto Don Quijote)이라고도 알려진 스페인 시우다드레알에 위치한 공항이다.

## 역사
개항은 2008년 12월이다. 약 11억 유로의 비용을 들여 건설된 이 공항은 스페인에서 처음으로 민간에 의해 운영되는 국제 공항이며, 스페인의 무료 고속도로인 아우토비아 A-43호선이 인접하며 아우토피스타의 AP-41호선에도 가깝다. 또한 고속철도 AVE를 이용함으로써, 마드리드와 코르도바에 1시간 이내, 세비야와 말라가는 2시간 이내에 도달 할 수 있어 개항 초기에는 혼잡 상태에 있는 마드리드 바라하스 공항 기능을 보완 할 것으로 기대하고 있었다.
채산이 맞지 않는다는 이유로 취항 항공사가 속속 철수하기 시작하였다. 2011년 8월, 유일하게 남아있던 부엘링 항공도 2011년 10월 29일 항공편을 마지막으로 철수 할 것이라고 발표하였다. 2012년 4월 공항은 폐쇄되었다.